# Championnat de Zambie de football 2005
Navigation
Saison précédente Saison suivante
La saison 2005 du Championnat de Zambie de football est la quarante-quatrième édition de la première division en Zambie. Les seize meilleures équipes du pays sont regroupées au sein d'une poule unique où elles s'affrontent deux fois, à domicile et à l'extérieur. En fin de saison, les quatre derniers du classement sont relégués et remplacés par les deux premiers de chacune des deux groupes géographiques de Zambian Second Division, la deuxième division zambienne.
C'est le club du Zanaco FC qui remporte le championnat cette saison après avoir terminé en tête du classement, avec onze points d'avance sur le ZESCO United FC et treize sur le Power Dynamos FC. C'est le troisième titre de champion de Zambie de l'histoire du club, en seulement quatre saisons.

## Les clubs participants
| - Afrisports FC - Promu de Second Division - Power Dynamos FC - National Assembly FC - Kitwe United FC - Green Buffaloes FC - Nchanga Rovers FC - Mufulira Wanderers FC - Promu de Second Division - Lusaka Dynamos FC - Promu de Second Division | - Red Arrows FC - Zanaco FC - ZESCO United FC - Chambishi FC - Nkwazi FC - Young Arrows FC - Kabwe Warriors FC - Chilanga Heroes FC - Promu de Second Division |

## Compétition
Le barème de points servant à établir les classements se décompose ainsi :
- Victoire : 3 points
- Match nul : 1 point
- Défaite : 0 point

### Classement
| Rang | Équipe                 | Pts | J  | G  | N  | P  | Bp | Bc | Diff |
| ---- | ---------------------- | --- | -- | -- | -- | -- | -- | -- | ---- |
| 1    | Zanaco FC              | 65  | 30 | 18 | 11 | 1  | 48 | 14 | +34  |
| 2    | ZESCO United FC        | 54  | 30 | 15 | 9  | 6  | 30 | 16 | +14  |
| 3    | Power Dynamos FC       | 52  | 30 | 13 | 13 | 4  | 31 | 19 | +12  |
| 4    | Nchanga Rovers FC      | 46  | 30 | 11 | 13 | 6  | 37 | 29 | +8   |
| 5    | Chambishi FC           | 46  | 30 | 13 | 7  | 10 | 29 | 21 | +8   |
| 6    | Red Arrows FCT         | 45  | 30 | 13 | 6  | 11 | 42 | 31 | +11  |
| 7    | Green Buffaloes FCC    | 44  | 30 | 12 | 8  | 10 | 34 | 26 | +8   |
| 8    | Kitwe United FC        | 43  | 30 | 11 | 10 | 9  | 25 | 26 | -1   |
| 9    | National Assembly FC   | 41  | 30 | 11 | 8  | 11 | 34 | 33 | +1   |
| 10   | Nkwazi FC              | 38  | 30 | 9  | 11 | 10 | 27 | 29 | -2   |
| 11   | Kabwe Warriors FC      | 37  | 30 | 8  | 13 | 9  | 32 | 34 | -2   |
| 12   | Lusaka Dynamos FCP     | 36  | 30 | 9  | 9  | 12 | 28 | 29 | -1   |
| 13   | Afrisports FCP         | 34  | 30 | 8  | 10 | 12 | 31 | 35 | -4   |
| 14   | Mufulira Wanderers FCP | 29  | 30 | 7  | 8  | 15 | 32 | 52 | -20  |
| 15   | Young Arrows FC        | 26  | 30 | 6  | 8  | 16 | 21 | 41 | -20  |
| 16   | Chilanga Heroes FCP    | 9   | 30 | 1  | 6  | 23 | 12 | 58 | -46  |

|  | Qualification pour la Ligue des champions de la CAF 2006                             |
|  | Qualification pour la Coupe de la confédération 2006                                 |
|  | Relégation directe en Second Division                                                |
|  | T : Tenant du titre C : Vainqueur de la Coupe de Zambie P : Promu de Second Division |

## Bilan de la saison
| Championnat de Zambie de football 2005 |                       |
| Champion                               | Zanaco FC (3e titre)  |
| Coupes et trophées                     |                       |
| Vainqueur de la Coupe de Zambie 2005   | Green Buffaloes FC    |
| Qualifications continentales           |                       |
| Ligue des champions de la CAF 2006     | Zanaco FC             |
| Coupe de la confédération 2006         | ZESCO United FC       |
| Promotions et relégations              |                       |
| Promus en Premier League               | Konkola Blades FC     |
| Promus en Premier League               | Forest Rangers FC     |
| Promus en Premier League               | Nakambala Leopards FC |
| Promus en Premier League               | Lusaka Celtic FC      |
| Relégués en Second Division            | Afrisports FC         |
| Relégués en Second Division            | Mufulira Wanderers FC |
| Relégués en Second Division            | Young Arrows FC       |
| Relégués en Second Division            | Chilanga Heroes FC    |